# Gilles Perrault
Jacques Peyroles, mais conhecido como Gilles Perrault (Paris, 9 de março de 1931 – Sainte-Marie-du-Mont, 3 de agosto de 2023) foi um advogado, escritor, jornalista e historiador francês que geralmente aborda temas políticos da relação do ocidente com outras regiões e culturas.[carece de fontes?]

## Biografia
Estudou no Institut d’Etudes politiques em Paris e trabalhou como advogado durante cinco anos. Após o êxito que teve o seu ensaio Les Parachutistes, inspirado pelo serviço militar que prestou em Argélia, torna-se jornalista, com reportagens sobre a Índia de Nehru, os Jogos Olímpicos de Tóquio de 1964 e os problemas dos afro-americanos nos EUA. A seguir realizou investigações sobre aspectos pouco conhecidos da Segunda Guerra Mundial.
Com Le Secret du Jour J (1964) ganhou um prémio do Comité d'action de la Résistance e conseguiu um elevado índice internacional de vendas. O seu livro L'Orchestre Rouge (1967) teve ainda mais êxito.
Em 1990 publicou Notre ami, le roi (Nosso amigo, o rei), no qual descreve o regime político do rei Hassan II, de Marrocos. O livro foi objeto de uma grande polémica, dado que até à sua publicação, era costume transmitir uma imagem positiva do rei de Marrocos, um dos principais aliados do ocidente no mundo muçulmano. O Reino de Marrocos empreendeu infrutíferas ações judiciais para impedir a publicação e difusão da obra.
O seu livro Le Garçon aux yeux gris foi adaptado ao cinema por André Téchiné, no filme Les Égarés.[carece de fontes?]
Nos anos noventa foi considerado por alguns setores da  opinião pública francesa como traidor número um. Henri Nallet, ministro da Justiça, solicitou o processamento de Perrault por "incitação á rebelião militar".
Em 2008, foi condenado por difamação pelo que escreveu no livro "L'Ombre de Christian Ranucci", sentença confirmada num recurso de 2009.
Perrault morreu na madrugada do dia 3 de agosto de 2023, aos 93 anos.

## Obra

### Em francês
- Les Parachutistes, Seuil, 1961
- Le Secret du jour J, 1964 ; Éditions "J'ai lu leur aventure" n°A134/135
- L'Orchestre rouge, Fayard, 1967
- O Processo 51 - no original Le Dossier 51, 1969, adaptado ao cinema por Michel Deville em 1978
- La longue traque, Ed Jean Claude Lattes, 1975.
- Le Pull-over rouge, 1978
- Les Gens d'ici, Ramsay, 1981
- Un homme à part, Barrault, 1984
- Notre ami le roi, 1990
- Le Secret du Roi, 1992
- Les Jardins de l'observatoire, 1995
- Les Vacances de l'Oberleutnant von La Rochelle, 2002
- Go!,2002
- La Jeune femme triste, Fayard, 2004
- Le Déshonneur de Valéry Giscard d'Estaing, Fayard, 2004
- Les Parachutistes, ed. Fayard, 2006. ISBN 9782213629070[6]
- L'Ombre de Christian Ranucci, Fayard, 2006 ISBN 9782213628875 [7]
- Checkpoint Charlie, Fayard, 2008. ISBN 9782213618838[8]
- L'Erreur, ed. Fayard, 2008. ISBN 9782213638225[9]
- Les Deux Français... Et Autres Récits, ed. Fayard, 2010. ISBN 9782213655161[10]

### Obra traduzida ao português
- O Segredo do Dia "d", ed. Biblioteca do Exercito, 1974.
- Serviços Secretos Soviéticos contra Hitler (L'Orchestre rouge), Ed. Modo de Ler Editores e Livreiros, Lda., 2008. ISBN 9899525300266[11]
- O Livro Negro do Capitalismo (organizador). São Paulo; record, 2000. ISBN 8501056561